# Soulignonne
Soulignonne est une commune du sud-ouest de la France, située dans le département de la Charente-Maritime (région Nouvelle-Aquitaine).
Ses habitants sont appelés les Soulignonnais et les Soulignonnaises.

## Géographie
La commune de Soulignonne se situe dans le centre du département de la Charente-Maritime, en région Nouvelle-Aquitaine, dans l'ancienne province de Saintonge. Appartenant au Midi atlantique, au cœur de l'arc atlantique, elle est partie intégrante du Grand Sud-Ouest français, et est parfois également incluse dans un Grand Ouest aux contours plus flous.

La vallée de l'Arnoult traverse, du sud au nord-ouest, cette commune rurale, assez peu boisée, dont le territoire est consacré en grande partie à l'agriculture.

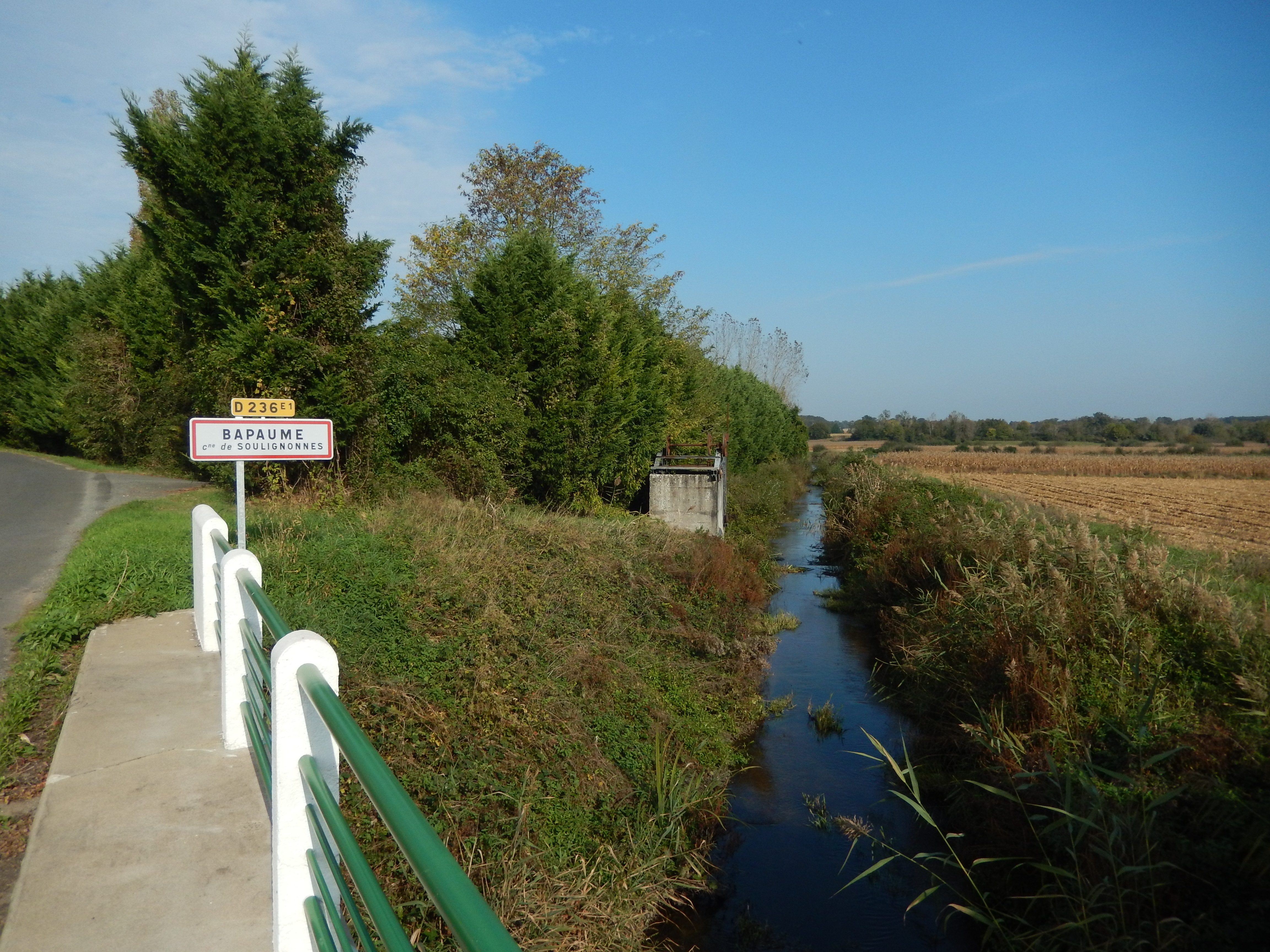
L'Arnoult au lieu-dit Bapaume (en amont du bourg).
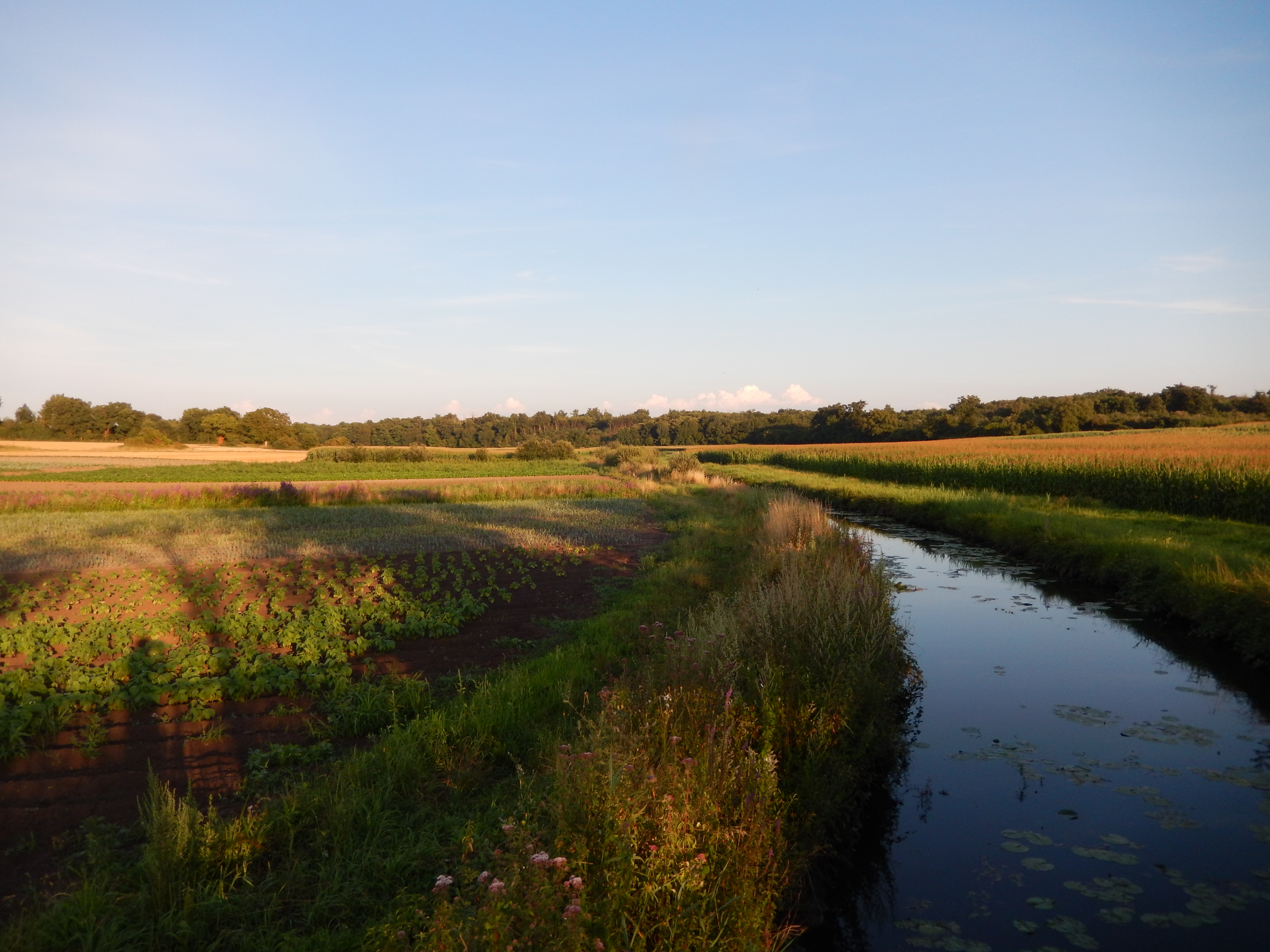
L'Arnoult au lieu-dit Brandet (en aval du bourg).

### Communes limitrophes
| Saint-Sulpice-d'Arnoult |             | Les Essards       |
|                         | Soulignonne |                   |
| Corme-Royal             |             | Nieul-les-Saintes |

## Urbanisme

### Typologie
Au 1er janvier 2024, Soulignonne est catégorisée commune rurale à habitat dispersé, selon la nouvelle grille communale de densité à 7 niveaux définie par l'Insee en 2022.
Elle est située hors unité urbaine. Par ailleurs la commune fait partie de l'aire d'attraction de Saintes, dont elle est une commune de la couronne,. Cette aire, qui regroupe 62 communes, est catégorisée dans les aires de 50 000 à moins de 200 000 habitants,.

### Occupation des sols
L'occupation des sols de la commune, telle qu'elle ressort de la base de données européenne d’occupation biophysique des sols Corine Land Cover (CLC), est marquée par l'importance des territoires agricoles (90,8 % en 2018), une proportion identique à celle de 1990 (90,8 %). La répartition détaillée en 2018 est la suivante : 
terres arables (47,3 %), zones agricoles hétérogènes (30,9 %), prairies (12,7 %), forêts (9,2 %). L'évolution de l’occupation des sols de la commune et de ses infrastructures peut être observée sur les différentes représentations cartographiques du territoire : la carte de Cassini (XVIIIe siècle), la carte d'état-major (1820-1866) et les cartes ou photos aériennes de l'IGN pour la période actuelle (1950 à aujourd'hui).

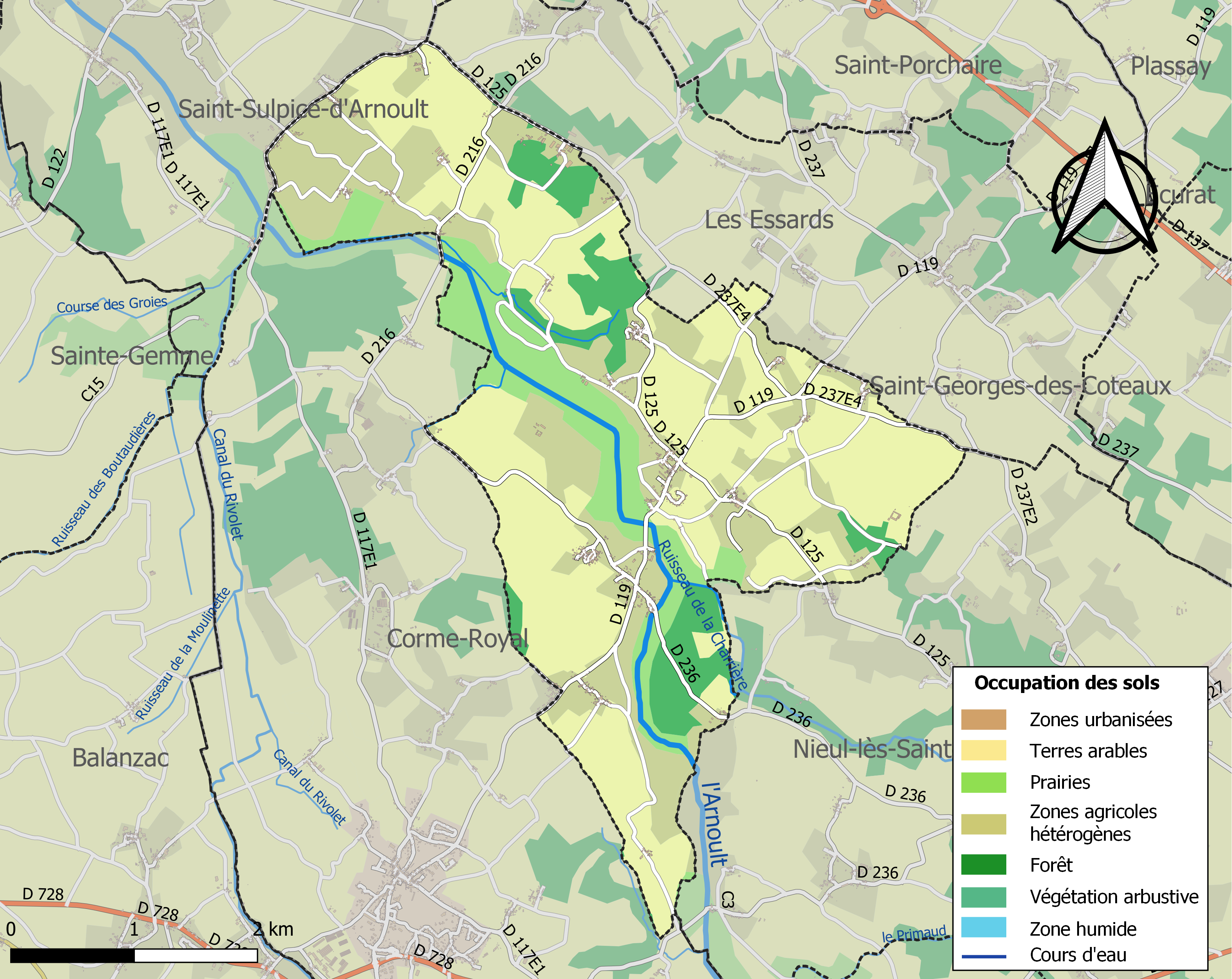
Carte des infrastructures et de l'occupation des sols de la commune en 2018 (CLC).

### Risques majeurs
Le territoire de la commune de Soulignonne est vulnérable à différents aléas naturels : météorologiques (tempête, orage, neige, grand froid, canicule ou sécheresse), inondations, mouvements de terrains et séisme (sismicité faible). Il est également exposé à un risque technologique,  le transport de matières dangereuses. Un site publié par le BRGM permet d'évaluer simplement et rapidement les risques d'un bien localisé soit par son adresse soit par le numéro de sa parcelle.

#### Risques naturels
Certaines parties du territoire communal sont susceptibles d’être affectées par le risque d’inondation par débordement de cours d'eau, notamment l'Arnoult. La commune a été reconnue en état de catastrophe naturelle au titre des dommages causés par les inondations et coulées de boue survenues en 1982, 1983, 1999, 2000, 2010 et 2019,.

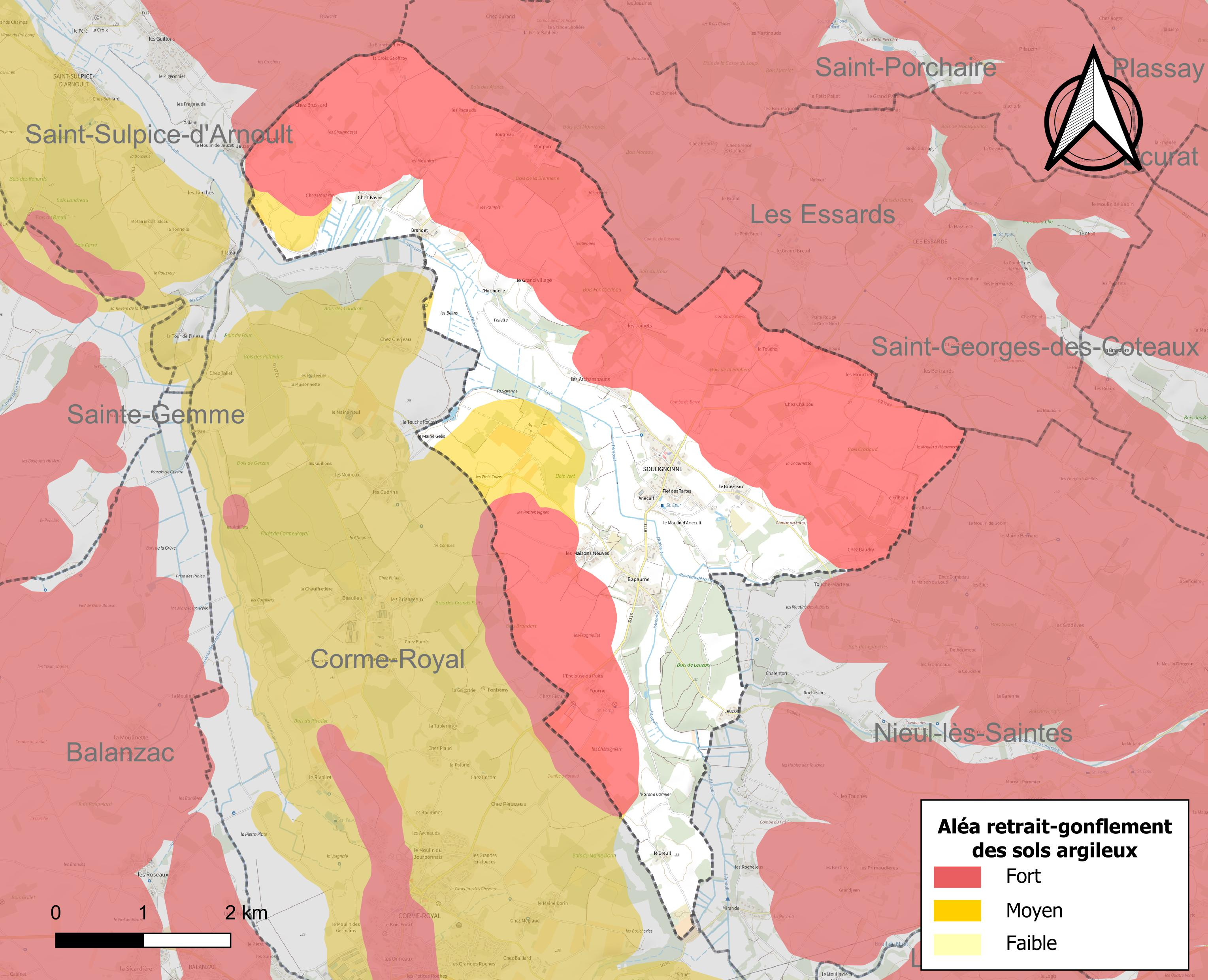
Carte des zones d'aléa retrait-gonflement des sols argileux de Soulignonne.

Les mouvements de terrains susceptibles de se produire sur la commune sont des tassements différentiels.
Le retrait-gonflement des sols argileux est susceptible d'engendrer des dommages importants aux bâtiments en cas d’alternance de périodes de sécheresse et de pluie. 62,4 % de la superficie communale est en aléa moyen ou fort (54,2 % au niveau départemental et 48,5 % au niveau national). Sur les 371 bâtiments dénombrés sur la commune en 2019,  170 sont en aléa moyen ou fort, soit 46 %, à comparer aux 57 % au niveau départemental et 54 % au niveau national. Une cartographie de l'exposition du territoire national au retrait gonflement des sols argileux est disponible sur le site du BRGM,.
Par ailleurs, afin de mieux appréhender le risque d’affaissement de terrain, l'inventaire national des cavités souterraines permet de localiser celles situées sur la commune.
Concernant les mouvements de terrains, la commune a été reconnue en état de catastrophe naturelle au titre des dommages causés par la sécheresse en 1989, 2003 et 2005 et par des mouvements de terrain en 1999 et 2010.

#### Risques technologiques
Le risque de transport de matières dangereuses sur la commune est lié à sa traversée par une ou des infrastructures routières ou ferroviaires importantes ou la présence d'une canalisation de transport d'hydrocarbures. Un accident se produisant sur de telles infrastructures est susceptible d’avoir des effets graves sur les biens, les personnes ou l'environnement, selon la nature du matériau transporté. Des dispositions d’urbanisme peuvent être préconisées en conséquence.

## Toponymie
Le nom de la commune pourrait provenir de l'anthroponyme Solinus ou Solinius, suivi du suffixe -ona.
Une autre hypothèse fait parvenir le nom du préfixe celtique sau ou sou pour la première partie, faisant référence à l'eau, ainsi que du mot lignon dérivé de laigne (bois, taillis, en ancien français) ou bien du Lignon, ancien petit affluent de l’Arnoult, rivière qui traverse la commune.

## Histoire
Guillaume de Ransanne est le premier seigneur connu du fief au XIVe siècle. En 1518 ce fief a droit de haute et basse justice, comme le montre l'hommage d'Andrée de Ransanne au roi.
Durant la seconde moitié du XVIIe siècle une longue querelle opposa le curé Richard, prêtre de la paroisse, à Madeleine de Solière, dame de Soulignonne, d'abord à propos d'un tabernacle puis d'une cloche. Les registres paroissiaux gardent la trace écrite de ce conflit resté dans les annales.

## Administration

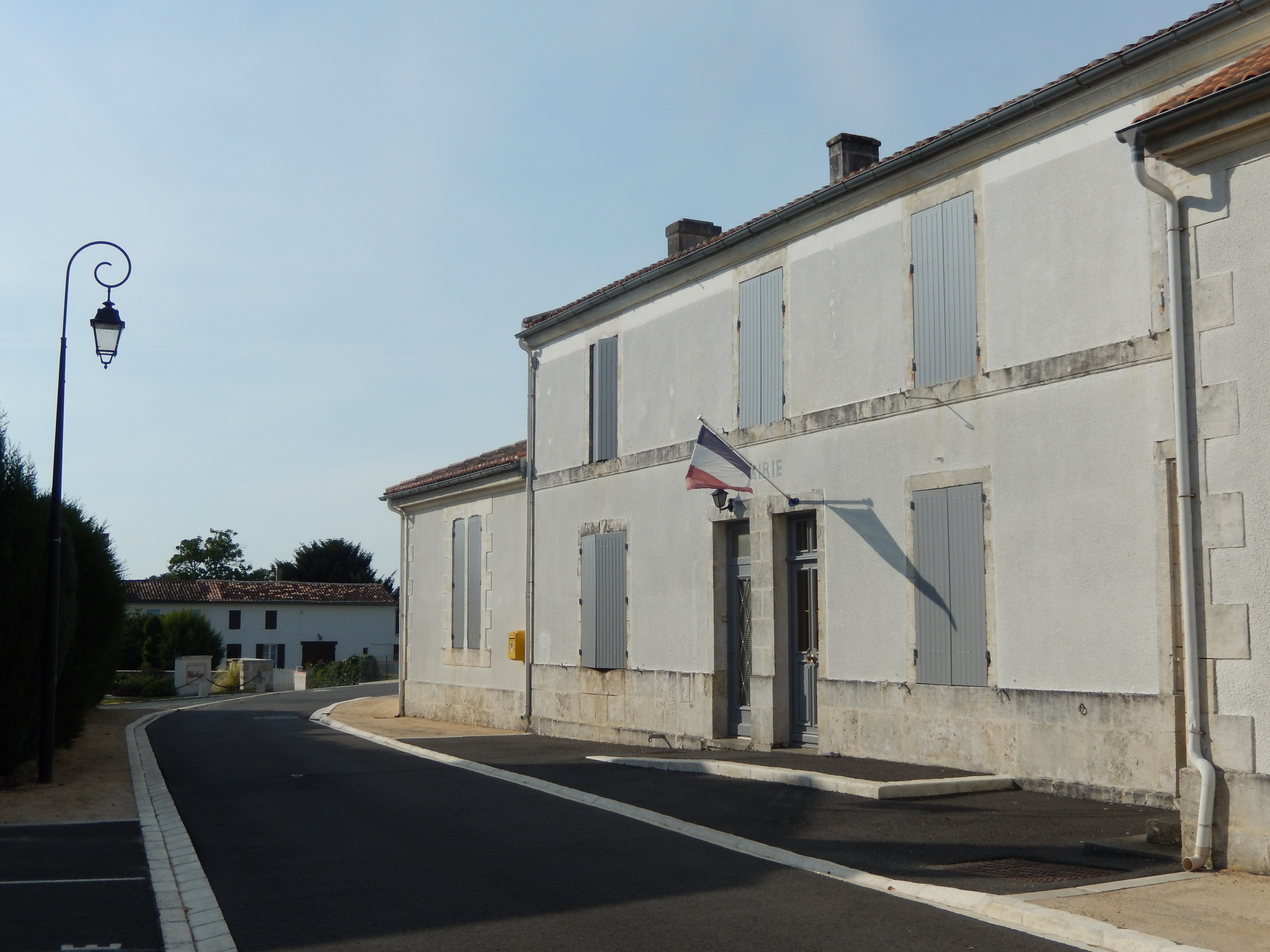
La mairie de Soulignonne.

### Liste des maires
| Période                                  | Période  | Identité          | Étiquette | Qualité  |
| ---------------------------------------- | -------- | ----------------- | --------- | -------- |
| 2001                                     | 2008     | Jeanine Fragnaud  |           |          |
| 2008                                     | en cours | Patrick Machefert | DVG       | Retraité |
| Les données manquantes sont à compléter. |          |                   |           |          |

### Région
À la suite de la réforme administrative de 2014 ramenant le nombre de régions de France métropolitaine de 22 à 13, la commune appartient depuis le 1er janvier 2016 à la région Nouvelle-Aquitaine, dont la capitale est Bordeaux. De 1972 au 31 décembre 2015, elle a appartenu à la région Poitou-Charentes, dont le chef-lieu était Poitiers.

## Démographie

### Évolution démographique
L'évolution du nombre d'habitants est connue à travers les recensements de la population effectués dans la commune depuis 1793. Pour les communes de moins de 10 000 habitants, une enquête de recensement portant sur toute la population est réalisée tous les cinq ans, les populations de référence des années intermédiaires étant quant à elles estimées par interpolation ou extrapolation. Pour la commune, le premier recensement exhaustif entrant dans le cadre du nouveau dispositif a été réalisé en 2007.

En 2022, la commune comptait 742 habitants, en évolution de +3,63 % par rapport à 2016 (Charente-Maritime : +4,04 %, France hors Mayotte : +2,11 %).
| 1793 | 1800 | 1806 | 1821 | 1831 | 1836 | 1841 | 1846 | 1851 |
| ---- | ---- | ---- | ---- | ---- | ---- | ---- | ---- | ---- |
| 696  | 688  | 608  | 673  | 735  | 755  | 731  | 747  | 778  |

| 1856 | 1861 | 1866 | 1872 | 1876 | 1881 | 1886 | 1891 | 1896 |
| ---- | ---- | ---- | ---- | ---- | ---- | ---- | ---- | ---- |
| 771  | 782  | 749  | 700  | 688  | 695  | 668  | 660  | 645  |

| 1901 | 1906 | 1911 | 1921 | 1926 | 1931 | 1936 | 1946 | 1954 |
| ---- | ---- | ---- | ---- | ---- | ---- | ---- | ---- | ---- |
| 662  | 663  | 648  | 569  | 596  | 592  | 586  | 592  | 569  |

| 1962 | 1968 | 1975 | 1982 | 1990 | 1999 | 2006 | 2007 | 2012 |
| ---- | ---- | ---- | ---- | ---- | ---- | ---- | ---- | ---- |
| 548  | 509  | 483  | 457  | 494  | 544  | 670  | 688  | 726  |

| 2017 | 2022 | - | - | - | - | - | - | - |
| ---- | ---- | - | - | - | - | - | - | - |
| 701  | 742  | - | - | - | - | - | - | - |

## Économie
Outre les exploitations agricoles et autres parcelles maraîchères (dont certaines sont consacrées à la culture des mogettes), une casse automobile et une casse pour les véhicules « poids lourd » sont implantées sur la commune de Soulignonne.

## Patrimoine
- Le château de Ransanne et son pigeonnier : le château fut érigé dans la seconde moitié XVe siècle.
- L’église Sainte-Geneviève-de-Soulignonne : du XIIe siècle fut modifiée au XVe siècle. À la nef et l’abside romanes fut accolé une chapelle gothique flamboyante. Son clocher, reconstruit au XVIe siècle, ressemble beaucoup à un donjon. Son portail, détérioré à la Révolution, fut également restauré à la fin du XIXe siècle.
- L’ancienne tour de guet du XVe siècle, a été transformée en bibliothèque municipale à la fin du XXe, ne conservant que l'aspect extérieur.
- Le four banal a été entièrement restauré.
- Le moulin Bureau : L'ancien moulin à blé érigé entre 1850 et 1875 fonctionnait grâce à une roue alimentée par l’eau de l’Arnoult. En 1935 Anatole Bureau installe une turbine Teisset, Rose et Brault (Paris), complétée par un moteur diesel. Électrifié en 1940, son exploitation cessa en 1976.
- Plusieurs moulins à vent, en ruine ou restaurés, existent également sur le territoire de la commune : Le moulin au sud-ouest de Bapaume est restauré. Celui au nord de Bapaume, ainsi que ceux situés au sud-sud-ouest, au nord, au sud-sud-est et au nord-est de Bapaume sont à l'abandon ou en ruines.
- Un crucifix, érigé en 1647, restauré en 1987, situé près de l'actuel cimetière.

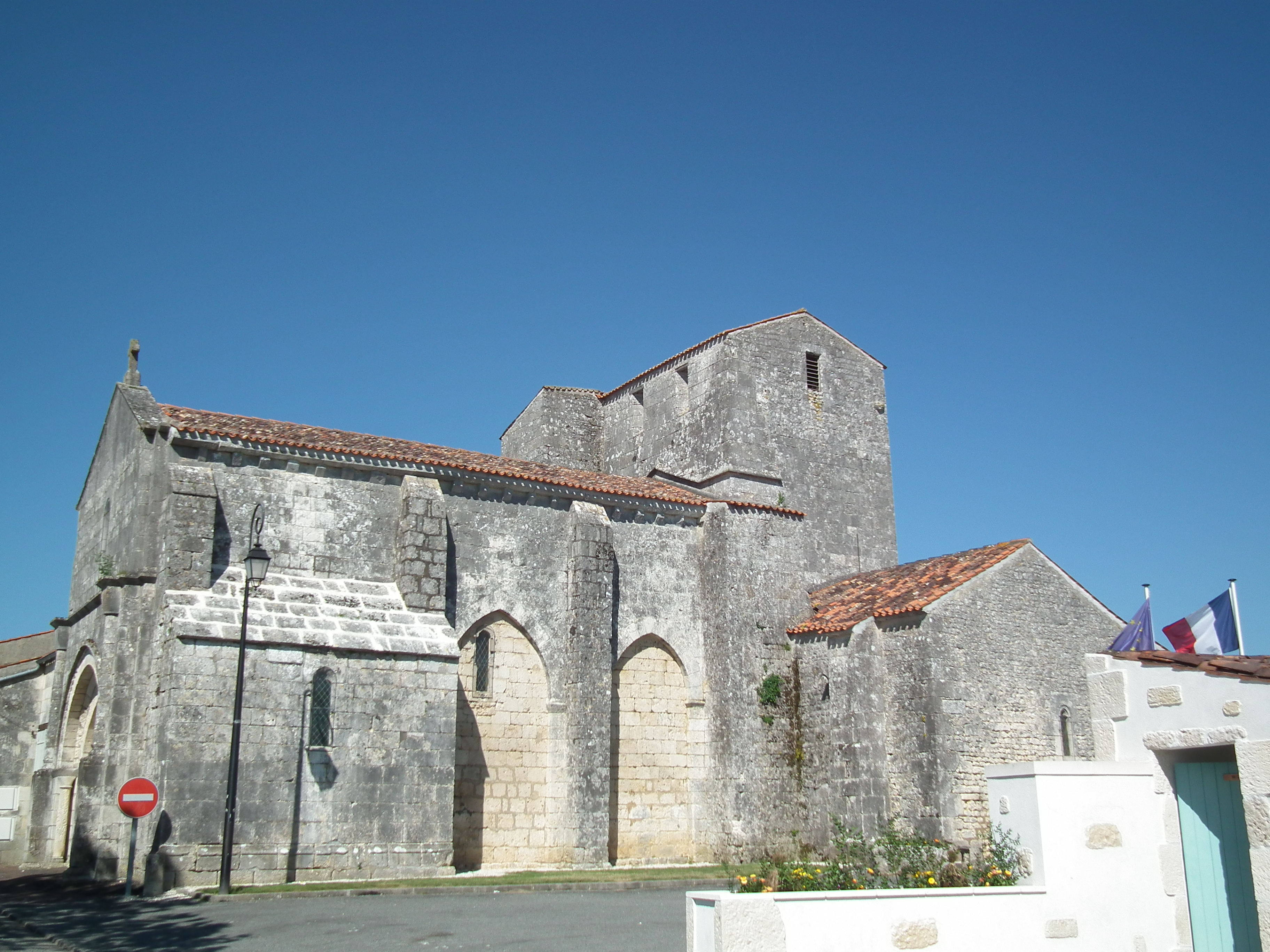
L'église Sainte-Geneviève.
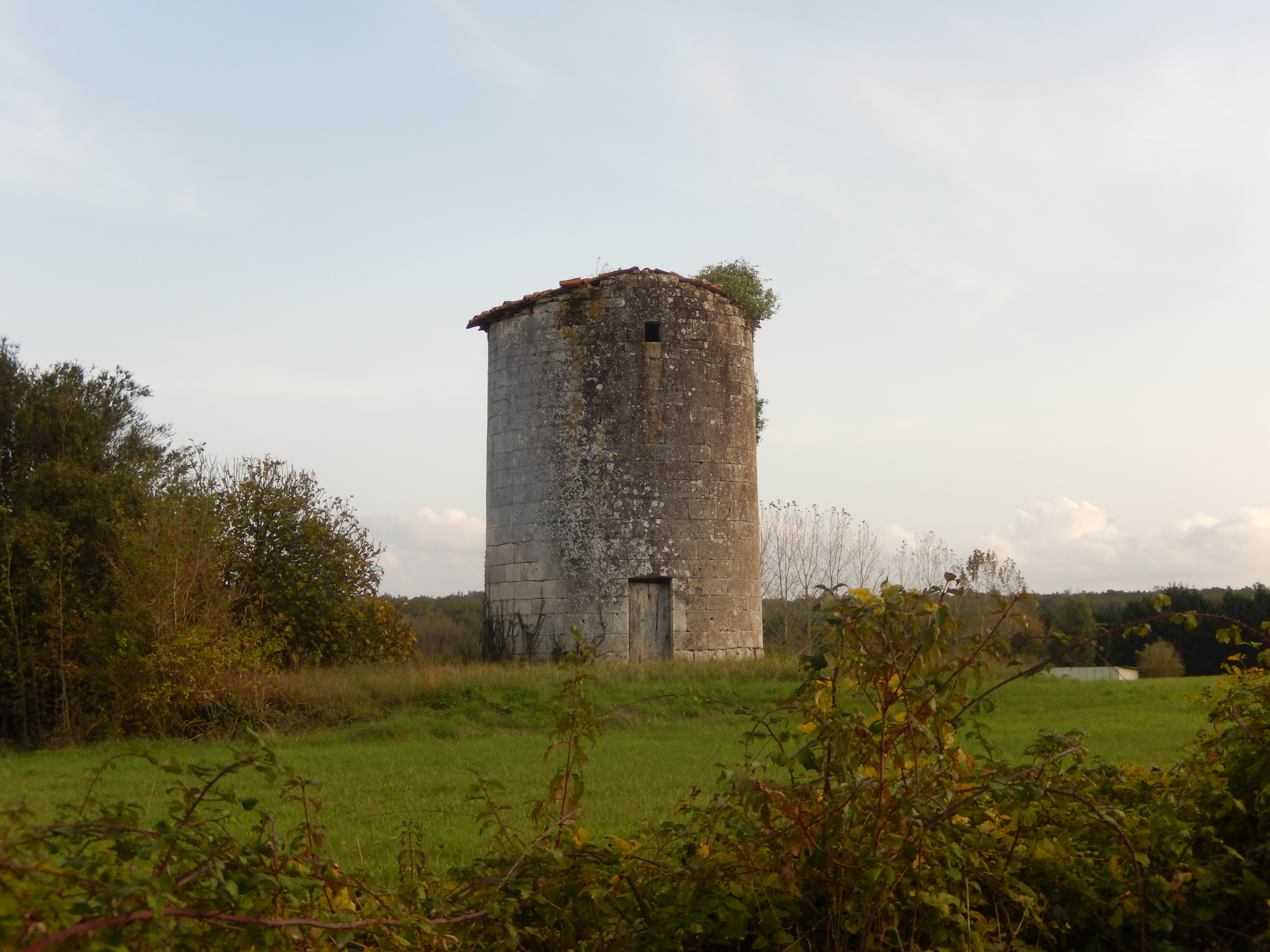
Un des moulins de Bapaume.
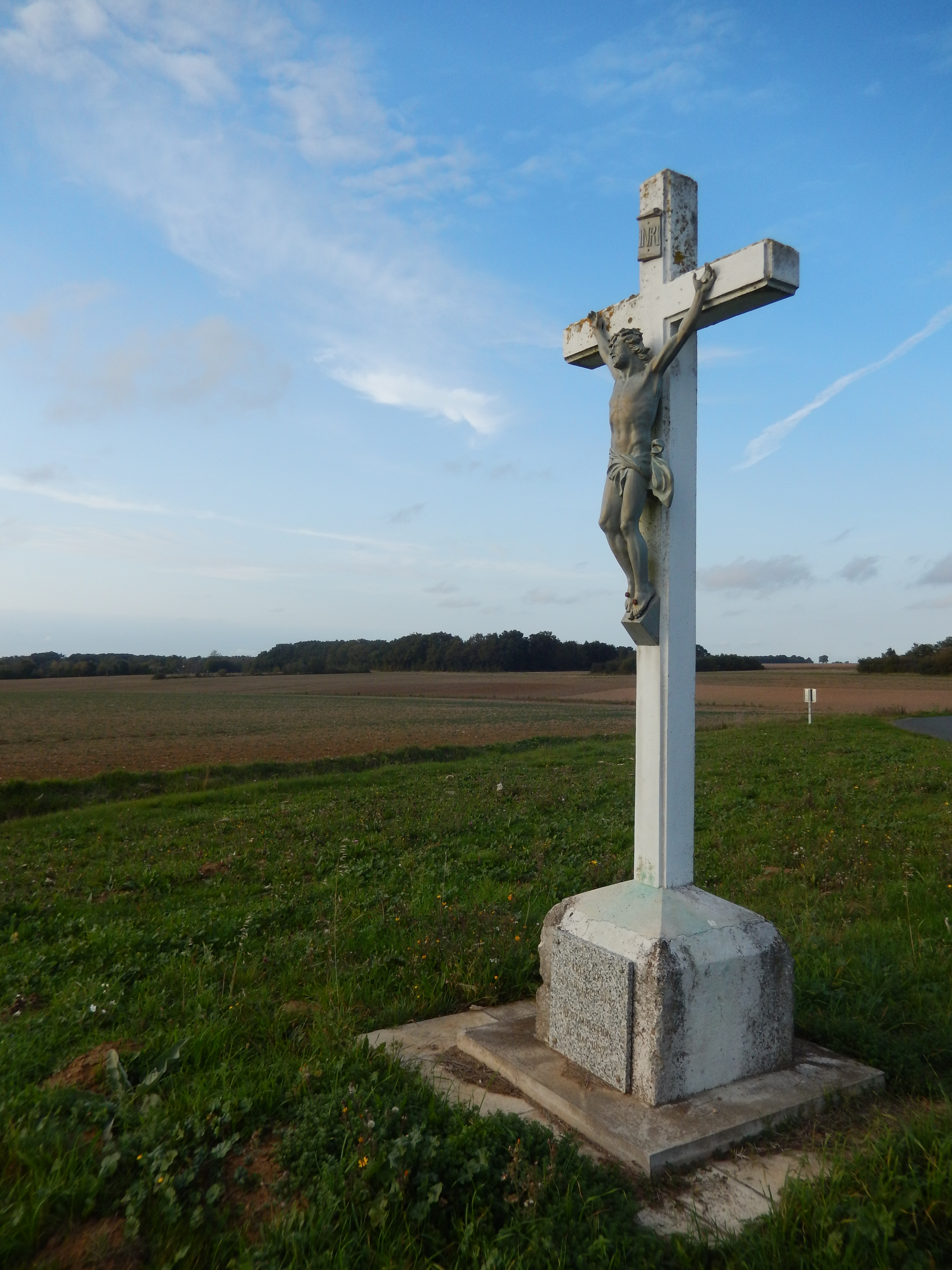
Le crucifix.

## Événements
- Soulignonne a sa fête communale (« frairie ») annuelle, le week-end de Pentecôte. Fête appelée aujourd'hui SOULI'FESTY pour son festival de musique.
- À échéance variable, la commune organise aussi une fête de la goraille, dédiée à la cuisine de la viande de porc.